# جائزة غرامي لأفضل أداء راب/مغني
جائزة الغرامي لأفضل أداء راب/مغني (بالإنجليزية: Grammy Award for best rap/Sung performence )‏ هي جائزة تقدمها الأكاديمية الوطنية لتسجيل الفنون والعلوم (NARAS) سنويا ضمن حفل توزيع جوائز الغرامي.بدأ العمل بالجائزة لأول مرة في سنة 1989 خلال النسخة 31 من الجائزة.